# Toph
Toph Beifong é uma das personagens principais da série animada Avatar: The Last Airbender. Foi introduzida na segunda temporada e passou a fazer parte do núcleo principal da obra. Toph é uma hábil dominadora de terra, sendo considerada (principalmente por si mesma) a maior de todas. Seu feito mais notável foi a descoberta e a dominação da dobra de metal, sendo a primeira personagem a canonicamente ter usado essa forma de poder.

## História
Toph veio de uma rica família que era relevante no Reino da Terra há várias gerações, apesar de nunca apreciar de seu status social. Ela passava seu tempo lutando em campeonatos ilegais de luta-livre com dominação de terra, tendo vencido todos os seus oponentes e sendo considerada uma das lutadoras mais habilidosas, mesmo com várias pessoas (principalmente seus pais) a subestimando por conta de sua deficiência visual. Ela aprendeu a dominar terra com as toupeiras-texugo, animais considerados como "os dominadores de terra originais", e por isso sua dominação é considerada mais potente do que a dos outros. Também foi a responsável por ensinar dobra de terra ao Avatar Aang, sendo essencial na guerra dos cem anos.

## Poderes e habilidades
- Dobra de terra: Toph é considerada uma das maiores dominadoras de terra do mundo, sendo capaz de feitos incríveis como quando conseguiu segurar a enorme biblioteca de Wan Shi Tong desmoronando por um grande período de tempo.[3]

- Dobra de metal: A maior especialidade de Toph é a dominação do metal. Ela não só foi a responsável por ter a descoberto, como também teve rapidamente maestria na dominação, mais tarde se tornando professora de dobra de metal em sua escola.[4]
- Dobra de areia: Apesar de ter tido dificuldade em enxergar andando na areia do deserto de Si Wong,[3] Toph rapidamente aprendeu a dominar o elemento.
- Senso sísmico: Toph usa vibrações no solo para conseguir ter uma visão clara de seu arredor,[2] também podendo usar a habilidade para saber quando alguém está ou não mentindo.

## Aparições em outras mídias

### Quadrinhos
A jornada de Toph continua nos quadrinhos oficiais de Avatar. Ela aparece nas graphic novels The Promise, The Rift, North and South, Imbalance, Katara and the Pirate's Silver e em Toph Beifong's Metalbending Academy, sua primeira obra solo. Toph também é uma personagem principal, em sua versão mais velha, na novel Ruins of the Empire, spin-off de A Lenda de Korra. Ela ainda marca presença em histórias curtas nas coletâneas Team Avatar Tales e The Lost Adventures, e mais recentemente em Beach Wars.

### Videogames
Toph é uma personagem jogável em Avatar: The Last Airbender - The Burning Earth e Avatar: The Last Airbender - Into the Inferno.